# Regione di formazione stellare delle nebulose Cuore e Anima
La regione di formazione stellare delle nebulose Cuore e Anima (noto anche come Complesso W3/W4/W5) è un complesso nebuloso di grandi dimensioni, visibile in direzione della costellazione di Cassiopea, in cui hanno luogo intensi fenomeni di formazione stellare; la sua ubicazione fisica all'interno della Via Lattea ricade nel Braccio di Perseo, uno dei bracci principali della nostra Galassia, a circa 6800 anni luce dalla Terra.
Nonostante la grande distanza, la sua osservazione e il suo studio sono facilitati dal fatto che sulla sua linea di vista non è presente alcun oscuramento a causa di polveri oscure, rendendo così particolarmente semplice e efficace la determinazione di un gran numero di strutture, dagli ammassi di stelle di grande massa fino a quelli di piccola massa e di sorgenti ben avvolte nella nebulosità; grazie a questa facilità di osservazione è possibile studiare anche le relazioni fra le stelle di grande massa e il mezzo interstellare circostante, i processi di formazione stellare presenti e anche le tracce di fenomeni passati, consentendo così di tracciare dei modelli evolutivi per i grandi complessi nebulosi molecolari. Inoltre, grazie alla sua visione d'insieme è possibile studiare le grandi strutture come le superbolle e le loro dinamiche, nonché determinare con facilità lo spessore del Braccio di Perseo nel punto in cui il complesso si trova.
La regione del complesso più studiata è quella denominata W3, in cui avvengono i processi di formazione più intensi; dopo la Nebulosa di Orione, W3 è la nebulosa più studiata della volta celeste, in particolare a partire dagli anni ottanta.

## Osservazione

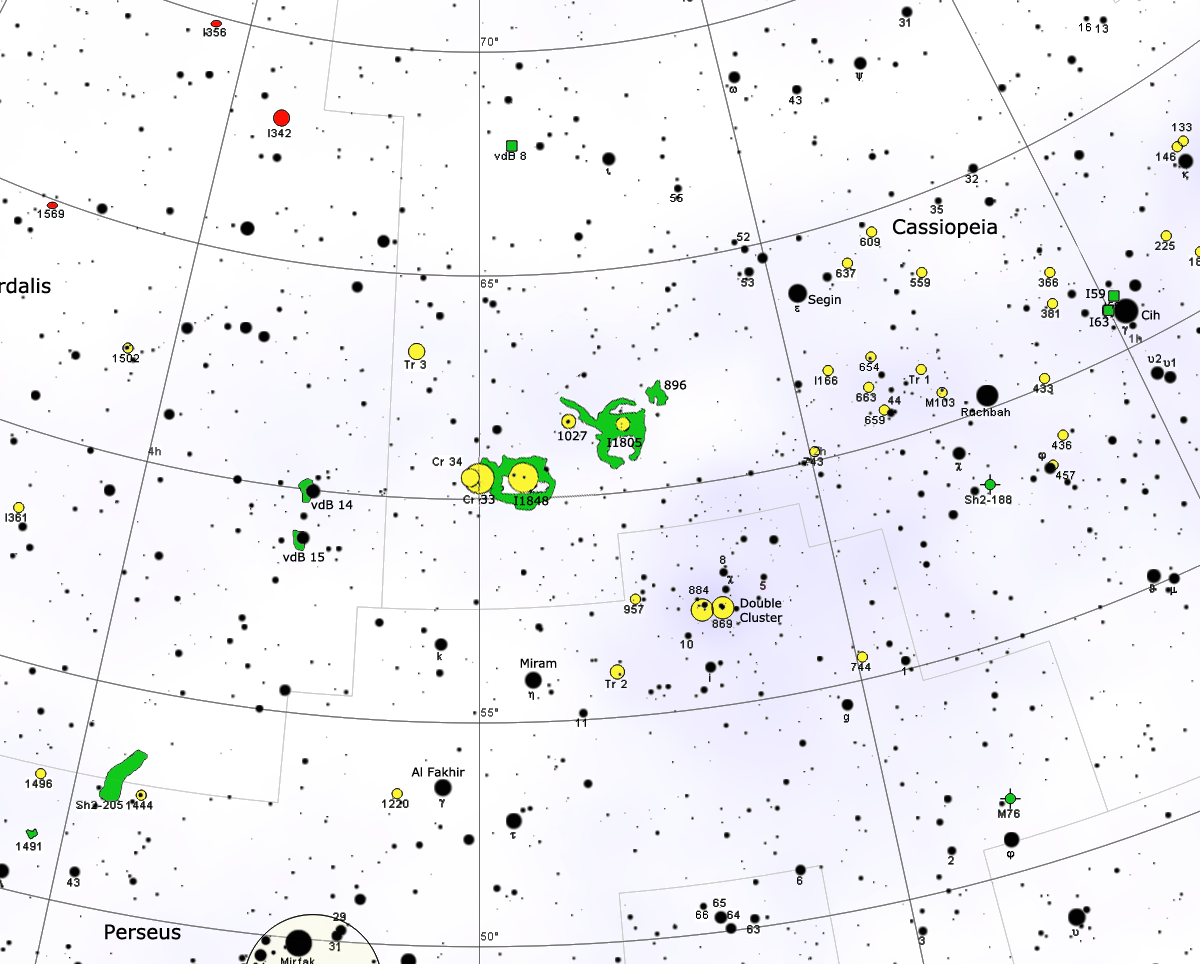
Mappa della regione di cielo in cui è osservabile il complesso delle nebulose Cuore e Anima.

La regione delle nebulose Cuore e Anima si trova in direzione di uno dei tratti più settentrionali della Via Lattea, molto in profondità nell'emisfero boreale, nella costellazione di Cassiopea. Le due nubi principali non sono osservabili né ad occhio nudo, né con l'ausilio di un binocolo; per poterle individuare otticamente occorrono strumenti con ingrandimenti superiori a 100 e un cielo molto nitido e buio. Un filtro UHC consente di ottenere un contrasto maggiore, con il quale è anche possibile scorgere le strutture filamentose ospitate in entrambe le nebulose. La loro posizione è circa 5° a nord del celebre Ammasso Doppio di Perseo.
Trovandosi ad una declinazione molto settentrionale, attorno ai 61ºN, le nebulose si presentano circumpolari da gran parte dell'emisfero nord; la costellazione di Cassiopea è una delle figure più classiche delle sere autunnali boreali e si presenta allo zenit in Canada, Europa settentrionale e Russia. Dall'emisfero australe, invece, la visione è molto penalizzata e per gran parte delle sue regioni resta sempre al di sotto dell'orizzonte, non mostrandosi mai.
Il complesso nebuloso si trova nel Braccio di Perseo, dunque la grande distanza fa sì che anche le sue stelle più luminose siano osservabili solo con un potente binocolo o un piccolo telescopio; associate alle nubi si trovano un gran numero di stelle a partire dalla decima magnitudine, più alcuni ammassi aperti composti in prevalenza da stelle calde e blu, con un'età molto giovane.

### Nelle epoche precessionali

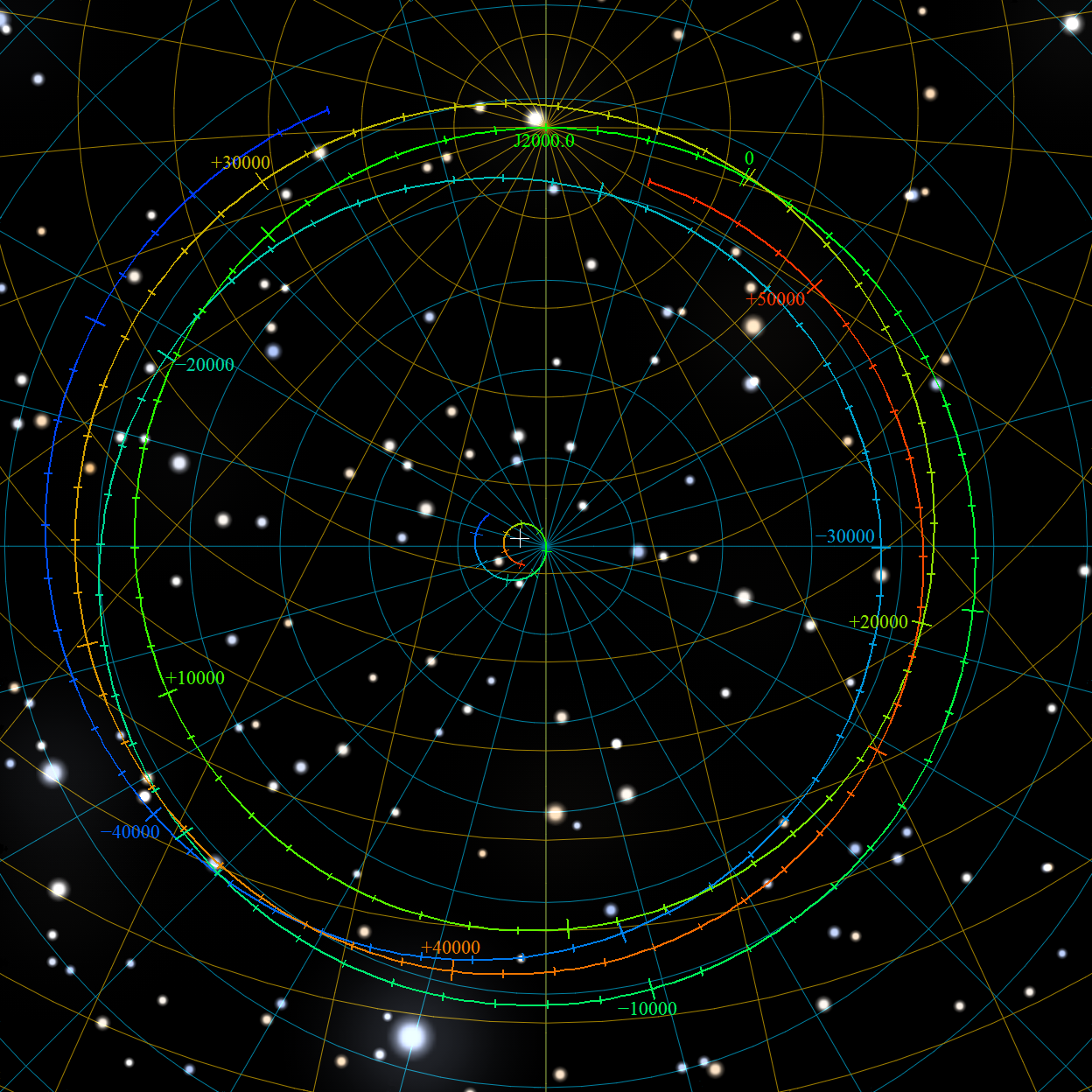
La proiezione del percorso di precessione del Polo Nord sul cielo fisso dell'epoca J2000.0 per l'intervallo di tempo da 48000 a.e.v. al 52000 a.e.c.. La stella luminosa in basso è Vega.

A causa del fenomeno conosciuto come precessione degli equinozi, le coordinate celesti di stelle e costellazioni possono variare sensibilmente, a seconda della loro distanza dal polo nord e sud dell'eclittica.
Il tratto di Via Lattea della parte orientale della costellazione di Cassiopea si trova a circa 2h di ascensione retta, che equivalgono al punto in cui l'eclittica, dopo aver intersecato l'equatore celeste (equinozio), prosegue verso nord; l'intersezione delle 18h con l'eclittica corrisponde al solstizio del 22 dicembre, quella delle 6h col solstizio del 21 giugno.
In questa fase precessionale il complesso di Cassiopea tende ad assumere delle declinazioni sempre più settentrionali. Quando, fra circa 4000 anni, il complesso si troverà alle 6h di ascensione retta, raggiungerà il punto più settentrionale: in quell'occasione, si troverà, come si vede nell'immagine a lato, nel punto più vicino al polo nord celeste, poiché quest'ultimo si troverà in direzione della vicina costellazione di Cefeo.

## Struttura e regioni H II
All'interno della regione sono state scoperte 34 sorgenti IRAS che possiedono una controparte nel lontano infrarosso; 11 di queste si trovano fino a una distanza di 100 parsec (pc) dalla regione del complesso molecolare e possiedono una massa media relativamente bassa, di circa 130 masse solari (M☉). Tre di queste nubi sono associate a delle stelle di classe O o B, mentre le restanti otto costituiscono un ammasso stellare. Sono inoltre noti 19 ammassi stellari, che contengono circa 1600 stelle in totale di magnitudini comprese fra la 11,5 e la 17,5; fra questi ammassi ve ne sono cinque particolarmente ricchi, che contengono da soli circa la metà della popolazione stellare rilevata.

### W3

La regione W3, una delle regioni di formazione stellare più studiate del cielo.

La regione W3, catalogata anche come NGC 896, è la più piccola e la più occidentale del sistema; si tratta di un complesso nebuloso costituito da varie sezioni, catalogate come W3 North, W3 Main e W3(OH), la cui massa, sommata assieme, equivale a circa 70.000 M☉. W3 North comprende la sezione più settentrionale della nube, W3 Main coincide con la parte più luminosa posta ad ovest e W3(OH) è la regione oscura situata poco a sudest di W3 Main. L'intero complesso possiede una forma a guscio, al cui interno si trovano le nubi NGC 896 e IC 1795, che emettono luce visibile.
NGC 896 è uno degli addensamenti nebulosi più brillanti, situato sul settore occidentale della nube, ma non mostra delle concentrazioni di stelle ben definite; IC 1795, al contrario, è circondata sui lati settentrionale e meridionale da associazioni di stelle giovani, facenti parte dei settori W3 Main e W3(OH) rispettivamente. La stella centrale dominante di IC 1795 è una nana blu sulla sequenza principale, catalogata come BD +61° 411, con una magnitudine apparente pari a 10,28 e una classe spettrale O6.5V; in aggiunta a questa vi sono altre tre stelle di classe O e B. La loro età, calcolata tramite i modelli evolutivi stellari dopo aver determinato la loro posizione nel diagramma HR, è compresa fra 3 e 5 milioni di anni, un'età intermedia fra i 6-20 milioni di anni circa della struttura a guscio che racchiude il complesso e 1 milione di anni, che è l'età delle stelle più giovani e ancora avvolte nella nebulosità delle regioni compatte W3 North, Main e (OH).
La regione di W3 Main, in particolare, è uno dei siti più studiati in cui avviene la formazione di stelle di grande massa, dopo quella di Orione; si tratta di una delle aree più dense e ricche di regioni H II comprese entro un raggio di 2000 parsec dal Sole, le quali ospitano e nascondono una giovane associazione di stelle blu, che ionizzano con la loro radiazione le nubi di gas residue. Si possono distinguere diverse regioni distinte, tutte catalogate con lettere dell'alfabeto latino maiuscolo: W3H, W3J e W3K sono delle regioni disperse, W3A, W3B e W3D sono regioni compatte e W3C, W3E, W3F e W3G sono regioni ultracompatte; a queste si aggiungono otto regioni ipercompatte, del diametro reale di circa 0,01 pc, equivalenti visualmente a meno di 1 secondo d'arco. Le immagini riprese a varie lunghezze d'onda, come nel visibile, nell'Hα e ad altre lunghezze, mostrano la presenza di un getto di emissione proveniente da W3 Main che sembra emergere dalla nube molecolare che la circonda. Le stelle eccitatrici di queste regioni minori sono state in gran parte identificate, tramite osservazioni compiute a varie lunghezze d'onda, tra cui le onde radio: si tratta di stelle di classe O.

### W4 (Nebulosa Cuore)

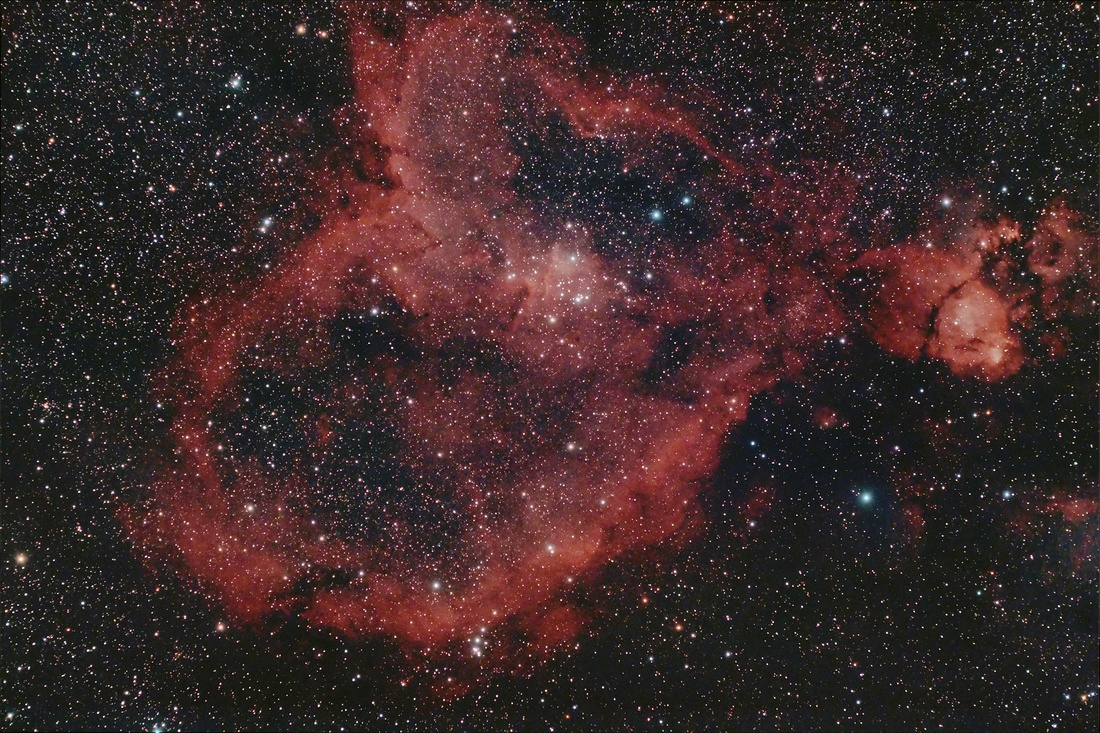
La Nebulosa Cuore, la più estesa del complesso in luce visibile.

W4, nota anche come Nebulosa Cuore a causa della sua forma a due lobi, ha anch'essa una struttura a guscio ed è la più grande fra le tre nebulose principali del complesso; al suo centro si trova l'ammasso aperto IC 1805, designazione con cui talvolta viene indicata anche l'intera nebulosa ad esso associata. Di fatto IC 1805 costituisce la parte centrale della grande associazione Cassiopeia OB6; le stelle più brillanti dell'ammasso sono delle nane blu, 24 delle quali possiedono una massa superiore a 10 M☉, con un'età compresa fra 1 e 3 milioni di anni. Fra queste stelle blu ve ne sono 9 di classe spettrale O, racchiuse entro un raggio di circa 10 pc, mentre il raggio totale dell'ammasso aperto è di circa 18 pc. Di queste stelle di classe O, si è scoperto tramite studi sulla velocità radiale e della curva di Gauss che 6 sono stelle doppie; fra queste ve n'è una, HD 15558, che pare essere una stella tripla.
Nei pressi della nebulosa sono attivi degli episodi multipli di formazione stellare; tramite le immagini ottenute nell'Hα è stata scoperta una superbolla in espansione formata da idrogeno ionizzato dell'estensione di 1200 pc ed emergente dal piano galattico, la cui età, di circa 10-20 milioni di anni, è un'indicatrice del fatto che si sia originata a seguito dell'azione del vento stellare di una prima generazione di stelle massicce. Da questa regione emergono oltre 30 nubi molecolari e globuli dispersi nello spazio circostante, come visto sopra, la cui presenza suggerisce che una volta nella regione si trovasse una nube molecolare gigante, in seguito dissoltasi a causa di un primo intenso episodio di formazione stellare.

### W5 (Nebulosa Anima)

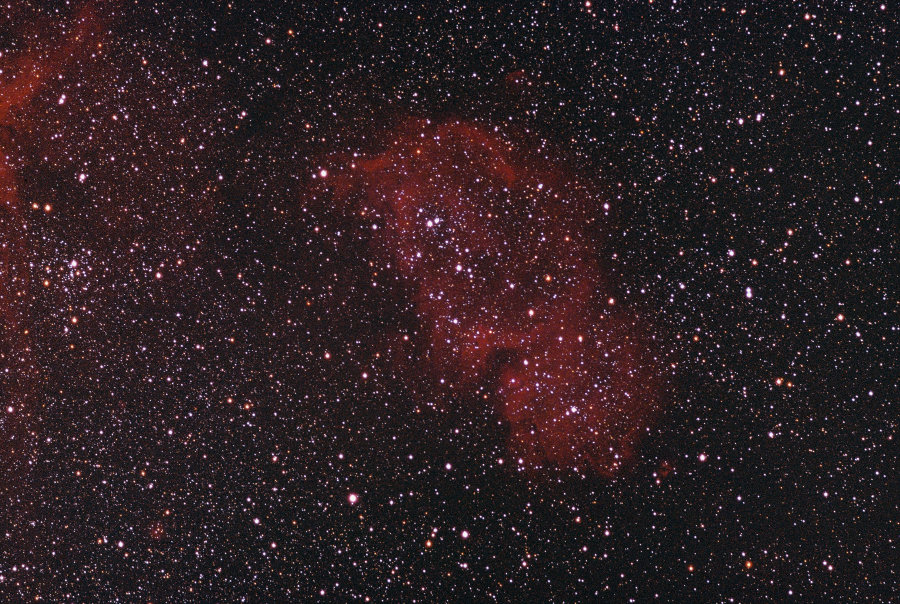
La Nebulosa Anima; il nord è in basso a sinistra.

W5, nota anche come Nebulosa Anima o Nebulosa Embrione a causa del suo aspetto, appare in luce visibile come una nube fisicamente separata dal complesso W3-W4; ha una forma allungata in senso est-ovest e contiene al suo interno l'associazione di stelle OB catalogata come IC 1848. La nube, che strutturalmente possiede una forma a guscio come le precedenti, è divisibile in due sezioni, indicate come W5-E e W5-W, rispettivamente estese per 35 e 52 pc. W5-E è la sezione orientale e contiene una stella di classe O7V (una nana blu molto calda), BD+59° 0578, il cui vento stellare sembra essere sufficientemente potente da ionizzare l'intera regione in cui si trova; W5-W, la sezione occidentale, contiene invece quattro stelle di classe O, ma ve ne potrebbero essere anche delle altre nella parte orientale della regione, non osservabili perché completamente nascoste dalle dense nubi. Almeno due di queste stelle sono in realtà dei sistemi stellari: BD+59° 553 è una stella tripla, mentre BD+59° 552 è un sistema a quattro stelle. Il punto di intersezione fra le due parti del sistema riporta la sigla IC 1871.
La distribuzione degli oggetti stellari giovani, invece, si concentra in particolar modo a 5  pc all'interno del bordo del guscio di gas ionizzato; la scala temporale di circa 0,5–1 milioni di anni, derivata per l'interazione fra la regione H II in espansione e gli addensamenti in cui si trovano gli oggetti stellari giovani, fa intendere che sia stata l'espansione della stessa regione di gas ionizzato a favorire la formazione di nuove stelle.

## Fenomeni di formazione stellare

il confine fra W5-E e W5-W, una sezione della Nebulosa Anima.

La regione W3 è sede dei più importanti fenomeni di formazione stellare, che sono stati probabilmente indotti da un fronte di ionizzazione proveniente dall'adiacente regione della Nebulosa Cuore (W4); secondo questa teoria, la prima sede di formazione stellare in W3 sarebbe stata in W3 Main, che a sua volta innescò la formazione in W3(OH) e in W3 North. Secondo altre teorie invece non vi sarebbero relazioni di causa-effetto fra i fenomeni di formazione osservati.
Nel 2005 fu osservato che le regioni W3 e W4 mostravano dei segni di eventi di formazione stellare consecutivi; l'evento scatenante ebbe luogo nella Nebulosa Cuore (W4) circa 6-10 milioni di anni fa e fu assai energetico, come è testimoniato dalla presenza di una superbolla in espansione notevolmente estesa in direzione nord. In seguito, circa 2,5 milioni di anni fa, ha avuto luogo il secondo fenomeno di formazione, responsabile della formazione dell'attuale superbolla; tutti questi eventi, assieme al vento stellare degli astri neonati di massa maggiore, alla loro radiazione ultravioletta e alle successive esplosioni come supernovae avrebbero causato l'attivazione dei fenomeni di formazione stellare nella regione W3, in un lasso di tempo compreso fra 3 e 5 milioni di anni fa. La stessa nebulosa W3 si sarebbe formata a seguito di questi eventi, in cui ha avuto luogo la terza ondata di formazione stellare, che è tuttora in corso. Tuttavia permangono dei dubbi sulla natura dello scenario stesso in cui hanno avuto luogo i fenomeni, a causa dei dati discordanti forniti dal Chandra.
Sui bordi della superbolla in espansione di W4 e all'interno della stessa W4 potrebbero essere ancora attivi dei fenomeni residui di formazione di nuove stelle, provocati dalla compressione dei gas del fronte di ionizzazione originatosi dalle stelle più massicce della regione; fra queste vi è la sorgente IRAS catalogata come IRAS 02310+6133, più alcune giovani stelle che mostrano emissioni Hα. Un altro sito di probabile formazione stellare coincide con una piccola nube situata a sudest della superbolla, in cui si trova la sorgente IRAS 02327+6019; la nube potrebbe aver subito l'effetto della compressione del fronte di ionizzazione proveniente dall'ammasso IC 1805. Un discorso analogo è valido per IRAS 02252+6120 e per altre nubi di massa ridotta che potrebbero dare origine a oggetti di massa molto piccola, come nane brune o persino oggetti ancora più piccoli, dalla massa pari a quella di un pianeta.
Nella nebulosa W5 sono invece noti cinque siti in cui è avvenuta la formazione stellare, di cui soltanto uno è in realtà situato all'interno del complesso nebuloso; questi fenomeni vengono provocati dall'azione dell'ammasso IC 1848, situato al centro del complesso. All'interno di diverse nubi situate nelle due sezioni W5-W e W5-E sono presenti dei gruppi di stelle con emissioni Hα, fra le quali spicca la nube AFGL 4029. La distribuzione delle regioni di formazione stellare in W5 differisce infine da quella osservata in W3: infatti mentre in W3 i giovani ammassi aperti e le protostelle di grande massa si trovano retrostanti alla nube, in W5 la formazione di nuove stelle è avvenuta principalmente sul lato delle nubi direttamente esposto alla radiazione ultravioletta osservabile.

### Formazione stellare in W3 Main e W3(OH)

Dettaglio della regione W3 Main, nella parte occidentale di W3.

I fenomeni di formazione stellare in W3 sono indicati dalla presenza di un gran numero di sorgenti infrarosse, le quali mostrano diverse caratteristiche tipiche della presenza di tali fenomeni, come i maser OH associati alle sorgenti catalogate come IRS 4 e IRS 5, il maser ad acqua associato a IRS 5 e i getti bipolari attorno a entrambe le sorgenti. IRS 4 e IRS 5 sono delle sorgenti infrarosse compatte molto luminose; la prima è associata alla regione H II ultracompatta catalogata come W3 C e alla regione ipercompatta W3 Ca, una subregione della precedente, mentre la seconda appare in relazione alla regione ipercompatta W3 M.
IRS 5 è la regione in cui sembrerebbe più attiva la formazione di stelle di grande massa; al suo interno sono note fin dagli anni ottanta due sorgenti di onde radio, coincidenti con le due regioni H II ipercompatte W3B e W3D2 aventi un raggio inferiore alle 240 UA e contenenti delle giovani stelle al loro interno. A queste due sorgenti, molto vicine fra loro, se ne aggiunge una terza, scoperta nel 2005, che mostra anch'essa i segni della presenza di stelle avvolte nella densa nebulosità di una regione H II ipercompatta; quest'insieme di regioni H II, assieme ad altre quattro rilevate nelle osservazioni a 2,22 μm e comprese in uno spazio dal diametro di 6000 UA farebbero pensare alla formazione di un gruppo di stelle di grande massa dalle caratteristiche simili al gruppo del ben noto Trapezio, nella Nebulosa di Orione.
In W3(OH) i fenomeni di formazione stellare sono meno attivi che in W3 Main; al suo interno sono comunque noti dei maser, che indicano la presenza di attività di formazione in tempi recentissimi. La regione è risolvibile in due centri di formazione di stelle di grande massa, separati da 7" l'uno dall'altro, equivalenti a 0,07 pc; uno di questi è dominato da maser OH e ha dato il nome all'intera regione W3(OH), mentre il secondo appare dominato da maser ad acqua. Nella regione dominata dai maser OH si trova una regione H II ultracompatta dalla forma a guscio e dal diametro di appena 0,012 pc, le cui caratteristiche fanno pensare che la fonte di ionizzazione sia una stella di classe spettrale O7; questa stella potrebbe coincidere con la forte sorgente a raggi X scoperta nel 2008, proveniente da uno dei settori più densi della regione. Le dinamiche della regione sono fra le più conosciute e studiate; da queste dinamiche si è risaliti a un'età cinematica della struttura a guscio di circa 2300 anni. Tuttavia, la sua espansione non sembra essere uniforme.

Stelle di grande massa formanti l'ammasso IC 1805, al centro di W4.

La regione dei maser ad acqua sembra invece essere uno stadio iniziale della formazione di stelle di grande massa; in questo settore non è presente infatti una regione H II, ossia un banco di gas ionizzato dalla radiazione delle stelle giovani associate, ma delle sorgenti che mostrano la presenza di gas molecolare molto compatto e caldo. Nella parte più densa della regione sono presenti delle protostelle di grande massa.
Le regioni W4 e W5, in confronto a W3, sono molto poco studiate dal punto di vista dei fenomeni di formazione stellare, in particolare per le stelle di grande massa.

### Stelle di piccola massa
Le stelle di piccola massa all'interno delle regioni W3, W4 e W5 sono organizzate in un gran numero di ammassi, i quali sono stati rilevati tramite studi condotti principalmente nella banda del vicino infrarosso. Fra questi ammassi ve n'è uno composto da ottanta stelle comprese in un diametro di circa 20 secondi d'arco attorno alla regione IRS 5, in W3 Main; attorno all'ammasso vi è inoltre un alone molto esteso composto da stelle di massa simile. Gran parte di queste stelle è stata identificata tramite le immagini fornite dal Chandra X-ray Observatory.
Anche le regioni attorno ai complessi nebulosi W3 Main e W3(OH) sembrano ospitare stelle e protostelle di piccola massa, come nel settore nordorientale di W3(OH), dove sono presenti due piccoli gruppi di stelle giovani identificati dal Chandra; altri ammassi con componenti mostranti un eccesso di radiazione infrarossa sono stati scoperti tramite il Telescopio Spaziale Spitzer in un'area attorno a IC 1795, di cui probabilmente fanno parte. In aggiunta a ciò sono noti 16 oggetti di Classe I (protostelle) e 33 oggetti di Classe II (stelle con un disco di accrescimento), alcuni dei quali posti in posizione isolata e altri raggruppati in piccoli ammassi.

## Ambiente circostante

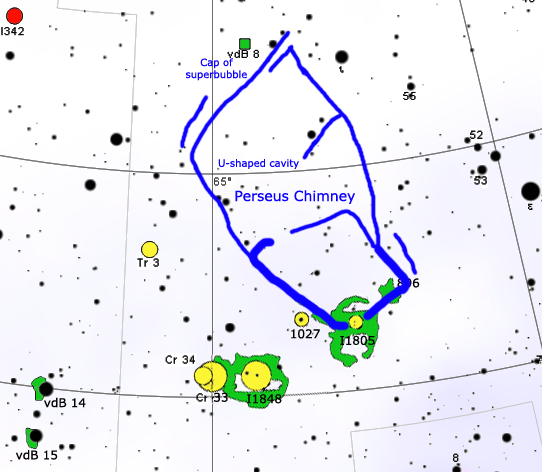
Mappa con in evidenza la superbolla che da W4 si estende verso nord.

L'ambiente circostante la regione risente profondamente dell'influenza dei fenomeni di formazione stellare passati e presenti; un gran numero di strutture galattiche sono infatti direttamente legate alla presenza del complesso nebuloso. In particolare, la regione circostante W4 è stata studiata in dettaglio per via della presenza di una gigantesca superbolla che si estende verso nord, ben al di sopra del piano galattico; questa bolla, catalogata come Ced 8, venne soprannominata Perseus Chimney (letteralmente "Comignolo di Perseo") a causa della sua forma apparentemente aperta alle latitudini galattiche più settentrionali, e venne scoperta solo verso la fine degli anni novanta, tramite immagini riprese nella banda dell'idrogeno neutro (HI) e poi nell'Hα. La parte in cui il gas è più denso è individuabile nel settore più a contatto con il complesso nebuloso di W4, mentre man mano che si sale a latitudini galattiche sempre maggiori il gas si fa più rarefatto e la bolla assume una forma a "U", solo apparentemente aperta verso il bordo più esterno; il diametro massimo in questo punto è di circa 115 pc (375 al). Uno studio del 2007 ha mostrato che la parte superiore della superbolla possiede una sottile parete e che dunque non si è ancora evoluta in un Chimney (un'apertura del mezzo interstellare che dalle regioni giacenti sul piano galattico arriva fino ai bordi del disco galattico, aprendosi all'esterno), ma sarebbe probabilmente in procinto di evolversi in tale struttura. La sua età, ricavata attraverso modelli della sua dinamica, è stata indicata sui 2,5 milioni di anni, che ricade nel lasso di tempo compreso fra 1 e 3 milioni di anni, che pare essere l'età dell'ammasso IC 1805.
All'interno della superbolla sono presenti alcune piccole nubi molecolari, fra le quali ve ne sono due con una massa superiore delle altre e dall'aspetto cometario, conferito dall'azione della radiazione ultravioletta proveniente dalle stelle di grande massa dell'ammasso IC 1805; la loro età sarebbe di circa 4 milioni di anni. Le nubi minori presenti invece sul lato orientale dell'ammasso si trovano in sovrapposizione con una deformazione della superbolla, la quale in questo punto avrebbe rallentato la sua espansione proprio a causa della presenza di questi addensamenti. Parte dell'energia che ha contribuito all'espansione della superbolla potrebbe provenire dall'esplosione di una supernova avvenuta circa 1,7 milioni di anni fa, il cui resto è individuabile nella stella binaria a raggi X di grande massa LS I +61°303, formato da una stella Be e da una stella di neutroni o forse un buco nero; il suo moto proprio suggerisce che si tratti di una stella fuggitiva espulsa dall'ammasso centrale a causa dell'esplosione della supernova. Al momento dell'esplosione la stella progenitrice avrebbe dovuto avere una massa particolarmente grande, dato il suo brevissimo ciclo vitale derivato dall'età della generazione di stelle di IC 1805; in alternativa, la stella potrebbe essersi formata durante un ciclo di formazione stellare precedente a quello che diede origine all'ammasso.
Un secondo resto di supernova è stato individuato circa 1° ad ovest di W3 ed è stato catalogato come HB 3; la bolla è stata scoperta nel continuum radio e la sua velocità radiale fa pensare che sia in interazione con il complesso nebuloso W3.

### L'associazione Cassiopeia OB6

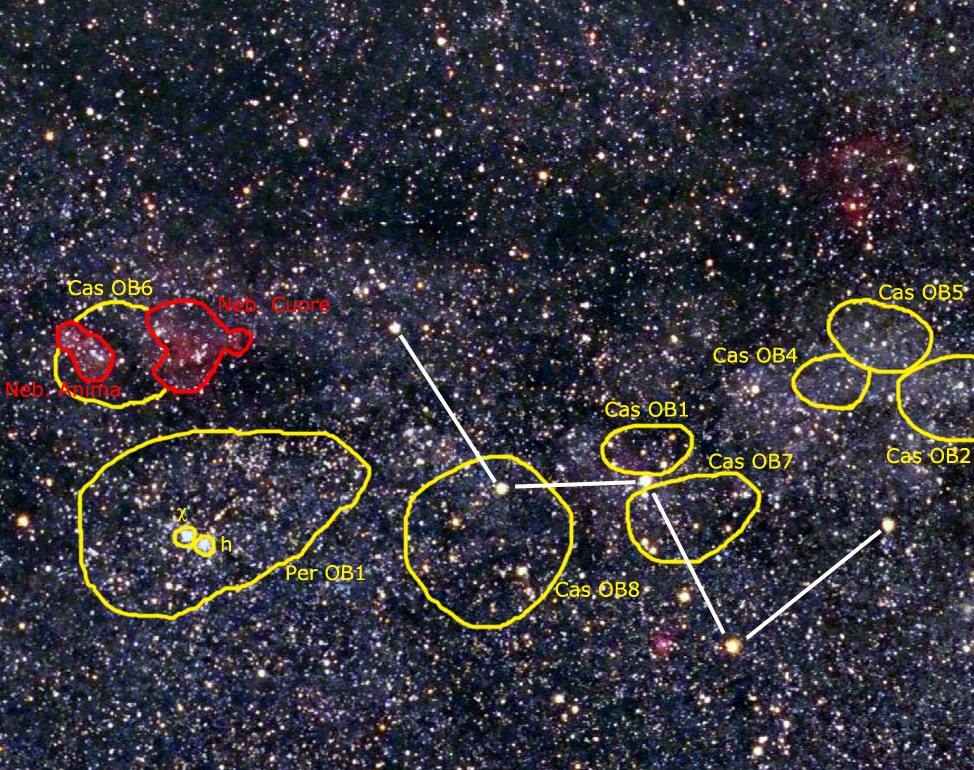
Immagine mappata della costellazione di Cassiopea, con evidenziate le strutture del complesso sul Braccio di Perseo; Cassiopeia OB6 si trova sul bordo a sinistra, assieme alle nebulose (marcate in rosso). Le informazioni sono tratte dalla pubblicazione The space distribution and kinematics of supergiants.

Un'associazione OB è un'associazione stellare di recente formazione che contiene decine di stelle massicce di classe spettrale O e B, ossia blu e molto calde; si formano assieme nelle nubi molecolari giganti, il cui gas residuo, una volta che le stelle sono formate, viene spazzato via dal forte vento stellare. Entro pochi milioni di anni, gran parte delle stelle più luminose dell'associazione esplode come una supernova, mentre le stelle più piccole sopravvivono per molto più tempo, avendo una massa inferiore. Si crede che la gran parte delle stelle della nostra Galassia sia in origine appartenuta ad associazioni OB. Paradossalmente, si possono conoscere più facilmente le associazioni OB di altre galassie piuttosto che della nostra, a causa della presenza delle nubi oscure che mascherano la gran parte degli oggetti interni alla Via Lattea.
Cassiopeia OB6 è una vasta e brillante associazione OB, estesa per alcune centinaia di anni luce e ingloba diversi oggetti, come le nebulose Cuore e Anima, gli ammassi aperti associati a IC 1805 e IC 1848, la nube IC 1795, Sh2-196 e Sh2-201 e il resto di supernova HB 3. La connessione fra tutti questi oggetti fu ipotizzata per la prima volta negli anni cinquanta, quando venne teorizzata l'esistenza di un'associazione di stelle giovani e calde che eccitasse i gas della regione; le osservazioni di grandi gusci di idrogeno neutro in prossimità di queste stelle calde fece pensare a un'interazione fra le stelle e il mezzo interstellare locale. Cas OB6 appare anche in relazione con una delle più estese e brillanti associazioni OB della Via Lattea, l'Associazione Perseus OB1, a cui appartengono anche le stelle dell'Ammasso Doppio di Perseo.
La formazione delle stelle brillanti osservabili nella regione è iniziata nella regione della Nebulosa Cuore circa tre milioni di anni fa; l'età si è potuta calcolare tramite la distribuzione delle stesse stelle sul diagramma HR. Circa tre milioni di anni è anche il tempo di espansione dell'involucro gassoso W4, che possiede un raggio di 35 parsec, che avrebbe dunque un'età paragonabile all'associazione; la bolla HB 3 sarebbe invece stata causata dall'esplosione di una supernova avvenuta all'interno della stessa Cas OB6, che è infatti molto più giovane e il suo effetto sulle nubi di idrogeno neutro circostanti è molto inferiore rispetto a W4.
Alcune delle stelle di classe O appartenenti all'associazione sono state studiate nel corso del 2006 per determinare eventuali multiplicità; di queste, cinque hanno mostrato variazioni della velocità radiale in relazione al moto orbitale, fra le quali spiccano la tripla spettroscopica HD 17505A, che assieme a HD 17505B costituisce un sistema di quattro astri con una massa totale di circa 100 M⊙, la binaria a eclisse DN Cas e due binarie con periodi superiori ai cinque anni. A queste si aggiungono altre due stelle di cui si conosce la multiplicità; di conseguenza, sette stelle di classe O su quattordici note nell'associazione (il 50%) risultano essere almeno doppie, una percentuale in sintonia con quella di altre associazioni simili.

### Testi generali
- (EN) Stephen James O'Meara, Deep Sky Companions: Hidden Treasures, Cambridge University Press, 2007, ISBN 0-521-83704-9.
- (EN) Robert Burnham, Jr, Burnham's Celestial Handbook:  Volume Two, New York, Dover Publications, Inc., 1978.
- (EN) Chaisson, McMillan, Astronomy Today, Englewood Cliffs, Prentice-Hall, Inc., 1993, ISBN 0-13-240085-5.
- (EN) Thomas T. Arny, Explorations:  An Introduction to Astronomy, 3 updatedª ed., Boston, McGraw-Hill, 2007, ISBN 0-07-321369-1.
- AA.VV, L'Universo - Grande enciclopedia dell'astronomia, Novara, De Agostini, 2002.
- J. Gribbin, Enciclopedia di astronomia e cosmologia, Milano, Garzanti, 2005, ISBN 88-11-50517-8.
- W. Owen, et al, Atlante illustrato dell'Universo, Milano, Il Viaggiatore, 2006, ISBN 88-365-3679-4.
- J. Lindstrom, Stelle, galassie e misteri cosmici, Trieste, Editoriale Scienza, 2006, ISBN 88-7307-326-3.

### Testi specifici

#### Sull'evoluzione stellare
- (EN) C. J. Lada, N. D. Kylafits, The Origin of Stars and Planetary Systems, Kluwer Academic Publishers, 1999, ISBN 0-7923-5909-7.
- A. De Blasi, Le stelle: nascita, evoluzione e morte, Bologna, CLUEB, 2002, ISBN 88-491-1832-5.
- C. Abbondi, Universo in evoluzione dalla nascita alla morte delle stelle, Sandit, 2007, ISBN 88-89150-32-7.
- M. Hack, Dove nascono le stelle. Dalla vita ai quark: un viaggio a ritroso alle origini dell'Universo, Milano, Sperling & Kupfer, 2004, ISBN 88-8274-912-6.

#### Sulla regione Cuore e Anima
- Megeath, S. T.; Townsley, L. K.; Oey, M. S.; Tieftrunk, A. R., Low and High Mass Star Formation in the W3, W4, and W5 Regions (PDF), vol. 1, Handbook of Star Forming Regions, Volume I: The Northern Sky ASP Monograph Publications, Bo Reipurth, dicembre 2008,  p. 24, ISBN 978-1-58381-670-7.

### Carte celesti
- Toshimi Taki, Taki's 8.5 Magnitude Star Atlas, su geocities.jp, 2005. URL consultato il 7 novembre 2010 (archiviato dall'url originale il 5 novembre 2018). - Atlante celeste liberamente scaricabile in formato PDF.
- Tirion, Rappaport, Lovi, Uranometria 2000.0 - Volume I - The Northern Hemisphere to -6°, Richmond, Virginia, USA, Willmann-Bell, inc., 1987, ISBN 0-943396-14-X.
- Tirion, Sinnott, Sky Atlas 2000.0, 2ª ed., Cambridge, USA, Cambridge University Press, 1998, ISBN 0-933346-90-5.
- Tirion, The Cambridge Star Atlas 2000.0, 3ª ed., Cambridge, USA, Cambridge University Press, 2001, ISBN 0-521-80084-6.

### Argomenti generali
- Cassiopea (costellazione)
- Nebulosa
- Nebulose nella cultura popolare

### Argomenti specifici
- Braccio di Orione
- Complesso nebuloso molecolare di Cefeo
- Complesso nebuloso molecolare di Orione, un sistema di nebulosità simile al precedente ma in scala ridotta
- Oggetti non stellari nella costellazione di Cassiopea
- Regioni di formazione stellare di Cassiopea

### Fenomeni correlati
- Associazione OB
- Formazione stellare
- Nube molecolare gigante
- Regione H I
- Regione H II
- Superbolla